# Kênh Vành Đai

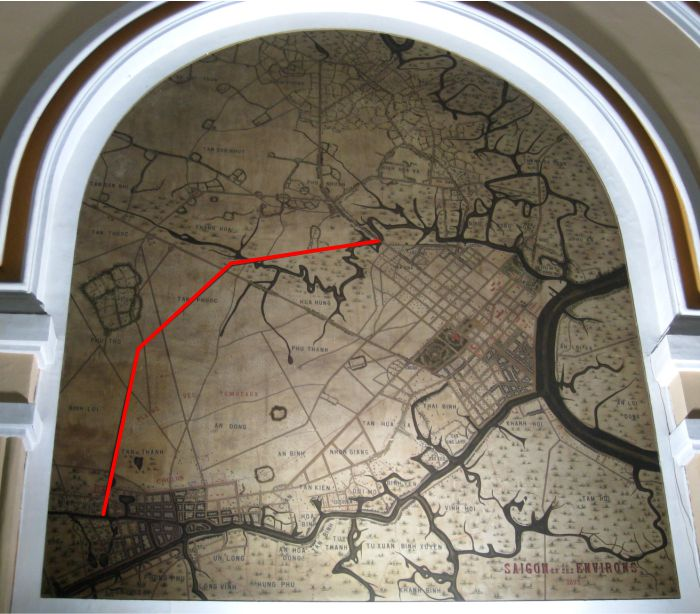
Kênh Vành Đai (đường màu đỏ) được thể hiện trong bản đồ 1892 trên tường Bưu điện trung tâm Sài Gòn

Kênh Vành Đai (tiếng Pháp: Canal de Ceinture), còn gọi là kênh Vòng Thành hay kênh Bao Ngạn, là một kênh đào xưa ở Sài Gòn do chính quyền Pháp đào, nối rạch Lò Gốm với rạch Thị Nghè. Kênh đào này nằm trong quy hoạch Coffyn được đề ra vào năm 1862. Hiện kênh này đã bị lấp và không còn tồn tại, mặc dù Thành phố Hồ Chí Minh hiện đang lập kế hoạch đào kênh thoát nước Bao Ngạn mới nằm giữa quận 3 và quận Phú Nhuận.

## Lịch sử
Năm 1862, kĩ sư Paul Coffyn theo lệnh đô đốc  Louis Adolphe Bonard lên kế hoạch xây dựng thành phố 500.000 dân, với kênh Vành Đai được đào ở phía Tây Bắc, biến Sài Gòn thành một cù lao và ngăn chặn sự tấn công của triều đình Huế và nghĩa quân từ Đồng Tháp Mười. Sách Sài Gòn năm xưa của Vương Hồng Sển cho biết có đến 40.000 nhân công được huy động để đào kênh này. Kênh Vành Đai gần như nương theo và thay thế lũy Bán Bích của Nguyễn Cửu Đàm. Kênh này bắt đầu đào năm 1875, dài 7 km, rộng 10 m, sâu 3 m, xuất phát từ ngã ba giữa rạch Chợ Lớn và rạch Lò Gốm đến gò Cây Mai (nay là đường Nguyễn Thị Nhỏ, quận 11), vòng qua Phú Thọ, đến Hoà Hưng rồi đồ ra rạch Thị Nghè ở vị trí nay là cầu Công Lý, nhưng do dân phu đấu tranh và nghĩa quân đánh phá liên miên nên công trình dang dở dù đã đào được thành đường kinh, sau đó được lấp dần rồi thành đường Nguyễn Thị Nhỏ ngày nay. Còn theo Chuyên khảo tỉnh Gia Định năm 1902 (Monographie de  la Province de Gia - Định, 1902) thì kênh Vòng Thành đã được đào nhưng toàn kênh chưa được đem vào sử dụng vì bùn đất lên quá nhanh, ghe thuyền không đi được. Dù vậy, các bản đồ của Pháp và bản đồ Việt Nam Cộng Hòa sau này đều thể hiện con kênh này rất rõ. Đến thập niên 90 vẫn còn những đoạn kênh nhỏ như rãnh nước nằm sát Công viên Lê Thị Riêng. Hồ nước trong công viên này trước 1975 từng là một rạch nước kết nối ra kênh Nhiêu Lộc.

## Dự án thoát nước kênh Bao Ngạn
Dự án thoát nước kênh Bao Ngạn được chính quyền phường 12 (nay là phường 11) quận Phú Nhuận trình duyệt vào năm 2008. Ủy ban nhân dân quận Phú Nhuận lên kế hoạch triển khai thực hiện dự án này từ năm 2011 đến 2015. Theo kế hoạch, tuyến đường của dự án thoát nước nằm thẳng theo ranh hành chính giữa quận 3 với quận Phú Nhuận và dẫn ra kênh Nhiêu Lộc – Thị Nghè. Tuy vậy, cho đến năm 2022, dự án kênh Bao Ngạn này vẫn là một trong tám dự án đang lập thủ tục trình phê duyệt chủ trương đầu tư công.